# Hemicycla sarcostoma
Hemicycla sarcostoma es una especie de molusco gasterópodo de la familia Helicidae en el orden de los Stylommatophora.

## Distribución geográfica
Es endémica de Fuerteventura, Lobos, Lanzarote, La Graciosa y Montaña Clara, en las islas Canarias (España).

Fossil